# Ferrari F1/87
Ferrari F1/87 je Ferrarijev dirkalnik Formule 1, ki je bil v uporabi v sezonah 1987 in 1988, ko sta z njim dirkala Michele Alboreto in Gerhard Berger. V 1987 je Berger edini zmagi dosegel na zadnjih dveh dirkah za Veliko nagrado Japonske in Veliko nagrado Avstralije, ob tem sta oba dirkača dosegla še štiri uvrstitve na stopničke, skupno pa četrto mesto v konstruktorskem prvenstvu s triinpetdesetimi točkami. Z izboljšano verzijo dirkalnika F1/87-88C, je edino zmago v sezoni 1988 dosegel F187/88C na dirki za Veliko nagrado Portugalske, ob tem sta dirkača dosegla še sedem uvrstitev na stopničke in kar sedem odstopov manj kot v sezoni prej, tako da je Ferrari skupno zasedel drugo mesto v konstruktorskem prvenstvu s petinšestdesetimi točkami. 

## Popolni rezultati Formule 1
(legenda) (Odebeljene dirke pomenijo najboljši štartni položaj, poševne pa najhitrejši krog)
| Leto | Moštvo           | Motor            | Gume | Dirkača  | 1   | 2   | 3   | 4   | 5    | 6    | 7   | 8   | 9   | 10  | 11  | 12  | 13  | 14  | 15  | 16  | Toč | Prv |
| ---- | ---------------- | ---------------- | ---- | -------- | --- | --- | --- | --- | ---- | ---- | --- | --- | --- | --- | --- | --- | --- | --- | --- | --- | --- | --- |
| 1987 | Scuderia Ferrari | Ferrari V6 (t/c) | G    |          | BRA | SMR | BEL | MON | VZDA | FRA  | VB  | NEM | MAD | AVT | ITA | POR | ŠPA | MEH | JAP | AVS | 53  | 4.  |
| 1987 | Scuderia Ferrari | Ferrari V6 (t/c) | G    | Alboreto | 8   | 3   | Ret | 3   | Ret  | Ret  | Ret | Ret | Ret | Ret | Ret | Ret | 15  | Ret | 4   | 2   | 53  | 4.  |
| 1987 | Scuderia Ferrari | Ferrari V6 (t/c) | G    | Berger   | 4   | Ret | Ret | 4   | 4    | Ret  | Ret | Ret | Ret | Ret | 4   | 2   | Ret | Ret | 1   | 1   | 53  | 4.  |
| 1988 | Scuderia Ferrari | Ferrari V6 (t/c) | G    |          | BRA | SMR | MON | MEH | KAN  | VZDA | FRA | VB  | NEM | MAD | BEL | ITA | POR | ŠPA | JAP | AVS | 65  | 2.  |
| 1988 | Scuderia Ferrari | Ferrari V6 (t/c) | G    | Alboreto | 5   | 18  | 3   | 4   | Ret  | Ret  | 3   | 17  | 4   | Ret | Ret | 2   | 5   | Ret | 11  | Ret | 65  | 2.  |
| 1988 | Scuderia Ferrari | Ferrari V6 (t/c) | G    | Berger   | 2   | 5   | 2   | 3   | Ret  | Ret  | 4   | 9   | 3   | 4   | Ret | 1   | Ret | 6   | 4   | Ret | 65  | 2.  |